# Idioma gnau
Gnau es una lengua se habla en Papúa Nueva Guinea. Es parte de la familia de lenguas Torricelli. En el idioma, gnau significa 'no'. El pueblo gnau no se identifica a sí mismo como un grupo unificado a lo largo de múltiples asentamientos, a pesar de su idioma compartido.